# Yannik Heckmann
Yannik Heckmann (* 1995 in Oldenburg) ist ein deutscher Schauspieler.

## Leben
Yannik Heckmann wuchs in der norddeutschen Großstadt Oldenburg auf, wo er 2014 auch sein Abitur ablegte. Während der Schulzeit war er Mitglied im Jugendtheaterclub des Oldenburgischen Staatstheaters. In der Spielzeit 2014/15 gehörte er dort zum Ensemble der Weihnachtsproduktion Die Schneekönigin.
Von 2015 bis 2019 absolvierte er an der Folkwang Universität der Künste in Bochum den Studiengang „Schauspiel“. Für das als Abschlussinszenierung zusammen mit Rudi Klein und Leo Meier entwickelte Theaterstück Tote gehen nicht ins Kino wurde er 2019 mit dem Folkwang-Preis ausgezeichnet.
Theaterengagements hatte er am Prinz Regent Theater Bochum (2017), am Schauspielhaus Bochum (2018) und am Grillo-Theater (2019). Im Rahmen von Hochschulproduktionen gastierte Heckmann im Theaterzentrum „Zeche 1 – Zentrum für urbane Kunst“ in Bochum, am Al-Kasaba-Theater in Ramallah und bei den Ruhrfestspielen.
2019 trat er im Rahmen der TUP-Festtage in der Uraufführung des Theaterprojekts Schließ deine Augen – Rien ne va plus! nach Motiven von Maurice Maeterlinck, J. M. Barrie und Dennis Cooper am Schauspiel Essen auf. In der Spielzeit 2019/20 gehörte er an der Komischen Oper Berlin zum Schauspielerensemble der Neuinszenierung der Operette Frühlingsstürme von Jaromír Weinberger. In der Spielzeit 2021/22 spielte er am Oldenburgischen Staatstheater den „Geisen-Peter“ in der Kinder- und Jugendtheaterproduktion Heidi. In der Spielzeit 2022/23 debütierte er am Hans Otto Theater in Potsdam als Ebeneser in der Produktion Wutschweiger von Jan Sobrie und Raven Ruëll (Regie: Michael Böhnisch). In der Spielzeit 2023/24 gastierte er am Deutschen Theater Göttingen in der Weihnachtsproduktion Robin Hood.
In der 22. Staffel der ZDF-Serie SOKO Leipzig (2022) übernahm Heckmann eine Episodenhauptrolle als tatverdächtiger Freund eines getötenen Mädchens und Mukoviszidose-Patient Krispin Glowa. 2022 wirkte er in der Fernsehserie Kranitz in mehreren Folgen mit. Für seine Darstellung in der Serie wurde er gemeinsam mit Laura Tonke in der Kategorie „Duo“ für den Deutschen Schauspielpreis 2023 nominiert. In der 20. Staffel der ZDF-Krimiserie SOKO Köln (2024) war er als tatverdächtiger, wegen seiner Spielsucht entlassener Bankangestellter Alexander Sobotka zu sehen.
Yannik Heckmann lebt mit seiner Frau in Braunschweig.

## Filmografie (Auswahl)
- 2022: SOKO Leipzig: Tod im Gericht (Fernsehserie, eine Folge)
- 2022: Kranitz (Fernsehserie, Staffel 2, Folge 2–4)
- 2023: Szene Report: Der Indie-Hype der Nullerjahre (Fernsehserie, Staffel 2, Folge 1)
- 2024: SOKO Köln: Hände hoch! (Fernsehserie, eine Folge)
- 2024: Die Notärztin: Der ganz normale Wahnsinn (Fernsehserie, eine Folge)
- 2024: Der Zürich-Krimi: Borchert und die Stadt in Angst (Fernsehreihe)

## Auszeichnungen/Nominierungen
- 2019: Folkwang Preis für Darstellende Künste[2] – Auszeichnung
- 2023: Deutscher Schauspielpreis 2023: Kategorie „Bestes Duo“ mit Laura Tonke[13] – Nominierung